# Nam Youn
La Nam Youn est une rivière du Vietnam. Elle prend sa source dans la province de Lai Châu, au nord-ouest du pays, à 300 km à l'ouest d'Hanoï, la capitale du pays.
Le Nam Youn fait partie du bassin versant du Mékong.
La Nam Youn traverse le site de la bataille de Diên Biên Phu.